# Balakrishnapuram
Balakrishnapuram es  ciudad censal situada en el distrito de Dindigul en el estado de Tamil Nadu (India). Su población es de 25627 habitantes (2011). Se encuentra a 7 km de Dindigul y a 55 km de Madurai.

## Demografía
Según el censo de 2011 la población de Balakrishnapuram era de 25627 habitantes, de los cuales 12965 eran hombres y 12662 eran mujeres. Balakrishnapuram tiene una tasa media de alfabetización del 88,90%, superior a la media estatal del 85,60%: la alfabetización masculina es del 93,74%, y la alfabetización femenina del 83,98%.